# Cortiglione
Cortiglione, (Corgèli o Cortijon en piemontès) és un municipi situat al territori de la província d'Asti, a la regió del Piemont (Itàlia).
Limita amb els municipis de Belveglio, Incisa Scapaccino, Masio, Rocchetta Tanaro, Vaglio Serra i Vinchio.